# Mahir Abd al-Rashid
Maher Abd al-Rashid (Tikrit, 24 luglio 1942 – Sulaymaniyya, 29 giugno 2014) è stato un generale iracheno, fu un importante comandante dell'Esercito iracheno durante la Guerra Iran-Iraq.

## Biografia
Appartenente alla tribù degli Al-Bu Nasir, Rashid assunse notorietà durante la guerra Iran-Iraq e venne considerato come uno dei più fidati generali di Saddam Hussein. Servì come capo di stato maggiore iracheno fino al 1983, quando fu costretto a delle dimissioni forzate. Rashid ebbe un ruolo importante nel permettere all'esercito iracheno di riprendere la sua iniziativa contro l'Iran.
Nonostante i suoi meriti nella guerra Iran-Iraq, alla fine del conflitto fu messo agli arresti, misura presa contro i generali più influenti per evitare che arrivassero a minacciare la stabilità del regime ba'athista. Rashid venne scarcerato soltanto alla fine della guerra del Golfo, quando in Iraq esplosero le rivolte della popolazione sciita contro il regime ba'athista e Saddam Hussein chiese il suo aiuto per sedare tali rivolte.
Non tutte le valutazioni su di lui sono positive; ad esempio, il generale della Guardia repubblicana irachena Ra'ad al-Hamdani lo definì come uno dei più "stupidi generali dell'esercito iracheno".
Rashid ottenne da Saddam Hussein la responsabilità del comando sud delle Forze armate irachene durante l'invasione statunitense nel 2003. Saddam lo nominò anche supervisore generale del 3°, del 4º e del 7º corpo dell'esercito iracheno. Dopo la caduta del regime, Rashid si diede alla latitanza, prima di essere arrestato nel luglio 2003 a Tikrit e passò i successivi cinque anni in carcere.
Durante il periodo passato in carcere diversi dei suoi parenti furono uccisi o rapiti. Suo figlio Maher fu ucciso il 23 luglio 2003 in uno scontro a fuoco con le forze statunitensi e un altro suo figlio, Abdullah Maher, e suo nipote Marwan Taher furono arrestati a Tikrit l'8 marzo 2005 in seguito a una segnalazione dei cittadini. Rashid fu sospettato anche di aver ricevuto diversi fondi da suo genero Qusayy Saddam Hussein, con cui avrebbe finanziato l'insurrezione in Iraq.
Dopo il suo rilascio nel 2008 tornò a vivere a Tikrit nella sua fattoria.

### Morte
Rashid morì il 29 giugno 2014 nell'ospedale della città di Sulaymaniyya, due mesi dopo aver subito un infarto.